# 安热·洛加尔
安热·洛加尔（1976年5月15日—），斯洛文尼亚政治人物。自2020年3月以来担任亚内兹·扬沙内阁外交大臣。

## 介绍
2000年，洛加尔毕业于卢布尔雅那经济学院。2008年，任欧洲联盟理事会斯洛文尼亚总统府的官方发言人。
在2014年斯洛文尼亚议会选举中，洛加尔被斯洛文尼亚民主党选为斯洛文尼亚国民议会议员，并在2018年时连任议会议员。
2020年初，洛加尔被任命为斯洛文尼亚的外交部长 。2020年10月23日，洛加尔的新冠病毒检测呈阳性。

## 荣誉
2007年2月16日，立陶宛总统瓦尔达斯·阿达姆库斯授予洛加尔一枚奖章以表彰其曾经救过一名溺水的立陶宛公民。